# Арестный дом
Аре́стный дом — в конце XIX века — помещение для подвергаемых аресту по приговорам мировых судей; особое здание, выстроенное городской думой Санкт-Петербурга в 1881 году; содержало как общие помещения, так и одиночные камеры. Как место отбывание уголовного ареста формально существует и в современном российском праве, но не применяется на практике.

## Арестный дом в Санкт-Петербурге
Дом был рассчитан на 160 человек. 

### Заключённые
С 6 января 1881 года по 1 января 1891 года в нём отбывало наказание 62 852 чел. (мжч. 57 168, жнщ. 5684). Несовершеннолетних до 17 лет было 873 чел. (м. 848, ж. 25). По сословиям на каждые 100 чел. приходилось: крестьян 72, мещан 22, дворян 4, почётных граждан и купцов 1 и иностранных подданных 1.
Из двух арестованных один отбывал наказание арестом вместо уплаты денежного штрафа, в громадном большинстве случаев весьма незначительного. Почти половина всех арестованных содержалась за проступки против благочиния и порядка.
Рецидивистов, поступавших в арестный дом от 2 до 17 раз, за восьмилетие 1883—90 гг. было 9064 чел. (м. 8498, ж. 566), причём рецидивистами по преимуществу являлись содержащиеся за самовольное прибытие в столицу. Это лица или лишённые по суду гражданских прав, или же высланные из столицы по распоряжению администрации, не имевшие определённых занятий, нищенствовавшие или занимавшиеся тёмными делами. Соседство подобных людей могло бы крайне вредно влиять на прочих арестованных, вследствие чего городская дума ходатайствовала о том, чтобы они отбывали наказание не в Санкт-Петербурге, а в месте, назначенном им для жительства. Когда ходатайство это оказалось безуспешным, то столичные мировые судьи стали приговаривать их к незначительным штрафам, а при несостоятельности — к аресту на 1 день, так что лица эти не успевали попасть в арестный дом и отбывали наказание в полиции.
Среди содержащихся в арестном доме преобладали краткосрочные арестованные:
- приговорённые на сроки от 1 до 7 дней включительно составляли 84,2 %,
- на сроки от 1 до 3 месяцев — всего лишь 4,4 % от общего числа арестованных.

Почти все работы в арестном доме производились арестованными безвозмездно.

### Финансовая сторона
За 10-летие в городскую кассу поступило денежных взысканий, налагаемых мировыми судьями и обращаемых в капитал на устройство и содержание арестных помещений, — 320 682 рублей; израсходовано из них 302 130 р.
Устройство помещений для подвергаемых аресту по приговорам мировых судей было отнесено на счёт города, кроме Санкт-Петербурга, — в Москве, Одессе, Риге и Ревеле, в прочих же местностях — на счёт земства.

## Современность
При советской власти наказания в виде ареста перестали применяться. Современный Уголовно-исполнительный кодекс Российский Федерации, принятый в 1996 году, вновь предусматривает арестный дом как разновидность пенитенциарного учреждения и арест как вид уголовного наказания. Арест является строгим, но коротким (не более 6 месяцев) видом наказания, имеет цель полную изоляцию от общества, предполагает запрет на свидания, получение посылок передач, доступ к образованию. Однако на практике арестных домов на территории России не существует, а арест как наказание (в отличие от административного ареста) применяется крайне редко. Так, за 2020 год назначено всего два наказания в виде ареста. Из-за отсутствия арестных домов заключенные, отбывающие наказание в виде ареста, помещаются в отдельные камеры СИЗО или центры временного содержания. Правоведами отсутствие арестных домов рассматривается как пробел в российском праве.